# Senden (Mungkid)
Senden is een bestuurslaag in het regentschap Magelang van de provincie Midden-Java, Indonesië. Senden telt 3286 inwoners (volkstelling 2010).